# Вимбах
Вимбах (нем. Wimbach) — община в Германии, в земле Рейнланд-Пфальц. 
Входит в состав района Арвайлер. Подчиняется управлению Аденау.  Население составляет 447 человек (на 31 декабря 2010 года). Занимает площадь 6,84 км².